# Kurd von Bismarck
Kurd von Bismarck (* 10. Juli 1879 in Berlin; † 5. Januar 1943 in Potsdam) war ein deutscher Generalmajor und Wehrbezirkskommandeur im Zweiten Weltkrieg.

## Leben
Kurd von Bismarck entstammte dem altmärkischen Uradel, dem Zweig Briest des über viele preußische Provinzen weit verzweigten Adelsgeschlechts von Bismarck. Er war der älteste Sohn des preußischen Generalmajors und Brigadekommandeurs Ulrich von Bismarck (1844–1897) und dessen Ehefrau Olga, geborene von Gersdorff (1855–1936). Da der Zweig Briest der Bismarcks, dem das Gut Briest im Kreis Stendal als Familienfideikommiss gehörte, dieses immer nur ungeteilt an einen Erben weitergeben konnte, mussten die nachgeborenen Söhne ihren Lebensunterhalt außerhalb der Landwirtschaft suchen. Sie wurden daher in der Regel entweder Offiziere oder Beamte im preußischen Staatsdienst.

### Militärischer Werdegang
Bismarck trat am 7. März 1898 als Fahnenjunker in das 3. Garde-Regiment zu Fuß der Preußischen Armee ein und wurde hier am 18. August 1899 zum Leutnant befördert. Als solcher war er vom 1. Oktober 1905 bis 30. September 1908 Adjutant des I. Bataillons. Anschließend wurde Bismarck bis 21. Juli 1911 zur Kriegsakademie kommandiert und dort zwischenzeitlich am 17. September 1909 zum Oberleutnant befördert. Zur weiteren Ausbildung kam Bismarck im April 1912 in den Großen Generalstab und wurde am 10. September 1913 als Hauptmann zur 2. Garde-Infanterie-Brigade versetzt. Hier war er als Adjutant über den Ausbruch des Ersten Weltkriegs hinaus tätig.
Am 16. Dezember 1914 folgte seine Rückversetzung in sein Stammregiment. Gleichzeitig wurde Bismarck zur Verfügung des stellvertretenden Generalkommandos des Gardekorps gestellt. Nach der Aufstellung des Reserve-Infanterie-Regiment Nr. 262 durch das Generalkommando war Bismarck als Kompanieführer ab 8. Januar 1915 an der Ostfront im Einsatz. Er kämpfte u. a. in Winterschlacht in Masuren und übernahm im Juni 1915 die Führung des I. Bataillons. Zwischenzeitlich wurde er immer wieder für kurze Zeit zur Vertretung des Generalstabsoffiziers der 79. Reserve-Division kommandiert. Am 14. Februar 1916 wurde Bismarck Adjutant beim Oberkommando Ober Ost. Es folgten ab Ende August 1916 verschiedene Generalstabsverwendungen. Zunächst beim Stab des Chefs des Generalstabs des Feldheeres, dann bei der 202. Infanterie-Division und der 14. Infanterie-Division. Zuletzt war er als Major seit 12. September 1918 beim Generalstab des III. Armee-Korps.
Nach Kriegsende wurde Bismarck am 30. Dezember 1918 zu den Offizieren von der Armee überführt und zur Verfügung des Gardekorps gestellt. Er wurde am 6. April 1919 in die Vorläufige Reichswehr übernommen und dem Reichswehr-Schützen-Bataillon 15 zugeteilt. Von dort erfolgte am 8. August 1920 seine Versetzung in das Reichswehr-Infanterie-Regiment 115 sowie mit der Bildung der Reichswehr die Versetzung in das 8. (Preußisches) Infanterie-Regiment. Hier stieg Bismarck zunächst im November 1921 zum Kompaniechef und am 6. April 1922 zum Kommandeur des I. Bataillons auf. Ab dem 1. Oktober 1923 war er beim Stab der 3. Division und wurde von dort aus als Taktiklehrer an die Infanterieschule nach München kommandiert. Bereits nach zwei Monaten folgte seine Kommandierung zum Stab der 1. Kavallerie-Division in Frankfurt (Oder). Am 1. März 1924 wurde er Oberstleutnant und zum 8. Oktober 1924 in das 8. (Preußisches) Infanterie-Regiment zurückversetzt. Vom 1. Februar 1925 bis 31. März 1926 war Bismarck bei Regimentsstab und wurde anschließend mit der Wahrnehmung der Geschäfte als Kommandant von Oppeln beauftragt. Am 1. Februar 1927 wurde er zum Kommandanten ernannt sowie in dieser Stellung am 1. Mai 1929 zum Oberst befördert. Bismarck wurde am 30. September 1929 von seinem Kommando entbunden und aus dem aktiven Dienst verabschiedet.
Als L-Offizier wurde Bismarck am 1. Januar 1930 angestellt, übernahm hier zunächst die Bezirksleitung und ab 1. Oktober 1930 die Oberbezirksleitung Potsdam. Zum 1. Oktober 1933 wurde er als E-Offizier Kommandeur des Wehrbezirkskommandos Potsdam. Während des Zweiten Weltkriegs erfolgte am 1. April 1941 seine Reaktivierung zum Heer unter gleichzeitiger Beförderung zum Generalmajor. Am 31. Juli 1942 wurde er letztmals verabschiedet.

### Familie
Bismarck war seit 15. Mai 1920 mit Gabriele Freiin von Haerdtl (1886–1966), Tochter des Mitglieds des österreichischen Reichsrates Heinrich Freiherr von Haerdtl, verheiratet. Aus der Ehe gingen zwei Söhne hervor, von denen einer im Zweiten Weltkrieg fiel, der andere Oberst der Bundeswehr wurde.

## Auszeichnungen
- Eisernes Kreuz (1914) II. und I. Klasse[3]
- Ritterkreuz des Königlichen Hausordens von Hohenzollern mit Schwertern[3]
- Verwundetenabzeichen (1918) in Schwarz[3]
- Preußisches Dienstauszeichnungskreuz[3]
- Bayerischer Militärverdienstorden IV. Klasse mit Schwertern[3]
- Offizierskreuz des Albrechts-Ordens mit Schwertern[3]
- Ritterkreuz I. Klasse des Friedrichs-Ordens mit Schwertern[3]
- Ritterkreuz II. Klasse des Ordens vom Zähringer Löwen mit Schwertern und Eichenlaub[3]
- Hanseatenkreuz Hamburg[3]
- Braunschweigisches Kriegsverdienstkreuz II. Klasse[3]
- Reußisches Ehrenkreuz III. Klasse mit Schwertern und Krone[3]
- Lippisches Kriegsverdienstkreuz[3]
- Hanseatenkreuz Lübeck[3]
- Kreuz für Auszeichnung im Kriege[3]
- Waldeckscher Verdienstorden IV. Klasse mit Schwertern[3]
- Österreichisches Militärverdienstkreuz III. Klasse mit Kriegsdekoration[3]
- Eiserner Halbmond[3]
- Offizier des St. Alexander-Ordens[3]